# Flauwvallende geit

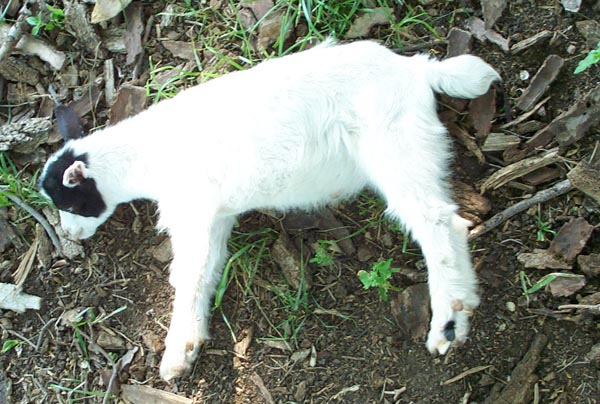
Flauwvallende geit

De flauwvallende geit of myotonische geit is een geitenras met myotonia congenita, een erfelijke afwijking die voor een korte verstijving van de beenspieren zorgt als de geit wordt verrast. Gedurende een tiental seconden zijn de benen verstijfd waardoor het dier omvalt. De geit verliest zijn bewustzijn niet, dus er is niet daadwerkelijk sprake van flauwvallen. Oudere dieren leren hun benen te spreiden en schuifelen met verstijfde ledematen.
Een flauwvallende geit is 43 tot 64 cm hoog en weegt 27 tot 79 kg, hoewel sommige bokken zo'n 100 kg kunnen wegen. Hij heeft grote uitpuilende ogen, prominent in hoog gezette kassen. Het haar kan kort of lang zijn, waarbij sommige individuen veel kasjmier produceren gedurende koude maanden. Er lijken zich geen angorageiten onder de myotonische geiten te bevinden. De vacht kan zwart of wit zijn, maar de meeste mogelijke vachtkleuren zijn vertegenwoordigd.
Flauwvallende geiten zijn iets gemakkelijker te verzorgen en onderhouden dan de grotere voor vlees- en melkproductie bestemde rassen, waardoor ze zeer geschikt zijn voor de kleinere boerderijen. Ze worden ook als huisdier gehouden, en kunnen vriendelijk, intelligent en vermakelijk zijn.
Het ras wordt als bedreigd geclassificeerd door de American Livestock Breeds Conservancy. De flauwvallende geit wordt niet vaak gebruikt voor vlees, omdat een levende  geit waardevoller is.